# Progomphus racenisi
Progomphus racenisi är en trollsländeart som beskrevs av De Marmels 1983. Progomphus racenisi ingår i släktet Progomphus och familjen flodtrollsländor. Inga underarter finns listade i Catalogue of Life.